# 한국혁신학회
한국혁신학회는 산업사회에서 지식정보사회로 변천하는 과정에서 요구되는 국가사회 각 부문의 혁신 이슈를 과학기술 관련 혁신을 주축으로 조명하고, 이에 대한 학제적 학술연구와 실천을 위한 정책 제안을 통해 국가발전에 이바지할 목적으로 2005년 12월 6일 설립허가된 대한민국 미래창조과학부 소관의 사단법인이다. 사무실은 서울특별시 관악구 신림동 산56-1에 있다.